# Blue Blake
Blue Blake (eigentlich Glenn Marsh; * 14. Juli 1963 Nottingham, England) ist ein britischer Pornodarsteller und Filmproduzent pornografischer Filme.

## Leben
Nach seiner Schulzeit begann Glenn Marsh er in der Pornoindustrie zu arbeiten. Von 1993 bis 2004 war er als „Blue Blake“ Pornodarsteller in rund 60 homosexuellen Pornofilmen. Seit 2000 ist er als Pornofilmproduzent und -regisseur tätig und drehte für das Filmstudio Big Blue Productions. Sein zeitweiliger Lebensgefährte war der Pornodarsteller Christian Duffy. Blake veröffentlichte nach seiner Karriere als Pornodarsteller eine Biografie Out of the Blue: Confessions of an Unlikely Porn Star.

## Filmografie (Auswahl)
- 1997: Red, White & Blue, New Age Pictures
- 2001: Crash of the Titans, Big Blue Productions
- 2002: Cowboy, Big Blue Productions
- 2003: Lords Of The Ring, Big Blue Productions
- 2003: Bouncer Arena
- 2004: Brute, Big Blue Productions
- 2008: Blue Blake's Strongman Solo Series, Big Blue Productions

## Auszeichnungen und Preise (Auswahl)
- Grabby Awards, Wall of Fame, 2008[3]
- GayVN Awards, Wall of Fame, 2005[3]